# Adalbert Püllöck
Adalbert Püllöck (n. 6 ianuarie 1907 – d. 7 decembrie 1977) a fost un fotbalist român, care a jucat în echipa națională de fotbal a României la Campionatul Mondial de Fotbal din 1934 (Italia).